# El barbero de Sevilla (zarzuela)
El barbero de Sevilla es una zarzuela, en un acto, dividido en tres cuadros, con libreto de Guillermo Perrín y Vico y Miguel de Palacios, y música de Gerónimo Giménez y Manuel Nieto. Se estrenó en el Teatro de la Zarzuela de Madrid el 5 de febrero de 1901.

## Comentario
Dentro del espectro del género chico, es reseñable destacar el campo del teatro dentro del teatro, explotado largamente y con ejemplos tan claros como El dúo de La africana, o El género ínfimo, ofreciendo siempre una visión caricaturesca y paródica, con resultados muy felices. En este caso, los libretistas emplean un recurso conocido (el de una aspirante a cantante, que encuentra la oposición de un familiar), para crear situaciones de gran comicidad y ofrecer un planteamiento escénico muy bien logrado.
En el apartado musical cabe destacar la colaboración de dos grandes músicos, Miguel Nieto y Gerónimo Giménez, creando una partitura fresca y de gran trabajo, con retazos de la ópera y en el tratamiento vocal, siendo célebre, sobre todo, la famosa polonesa: Me llaman la primorosa.

## Argumento
El primer cuadro transcurre en Madrid, los dos siguientes en Burgos, en la época del estreno (1901).

### Acto único
Cuadro primero
En una modesta casa, el maestro Bataglia ensaya a Elena, una muchacha futura soprano, con el entusiasmo de su madre Casimira, pensando en el porvenir de la muchacha y en que pueda sacarles de la misera; pero todos se topan con la incomprensión de Nicolás, el padre de Elena, el cual no tolera la idea de su hija, y despide al maestro.
Por otro lado, Sánchez, un amigo de Nicolás, le avisa que la amante de Nicolás, una cantante de ópera, parte para Burgos, suscitando el dilema en Nicolás, pensando en como lograr el dinero para el billete de tren. La situación parece desesperante, cuando aparece Martín, el novio de Elena, al que piden prestado el dinero, con el pretexto de atender un negocio a Asturias, tras conseguir el dinero, lo comunica a su familia y prepara la maleta.
En un aparte Martín confiesa, a su novia, que en realidad no es un perito agrónomo, sino un cantante de Ópera, y de ahí sus constantes idas y venidas, lo ha tenido que hacer para no despertar las iras de Nicolás, ante su odio por el teatro. Nicolás y Martín parten juntos para la estación, mientras Elena pone al corriente a su madre sobre su novio.
Bataglia, viene con una noticia importante, necesitan un bajo y una tiple para una compañía de Ópera que hará su debut en Burgos, y puede significar la oportunidad para Elena. Ellas aceptan y marchan a Burgos.
Cuadro segundo
En la sala de un hotel de Burgos, Nicolás y Sánchez, tratan de calmar los ánimos de la Roldán, al enterarse de la nueva tiple contratada para sustituirla, que se hace llamar la De Lirio, llegando a prometerle a Nicolás de preparar una fenomenal grita para hundirle a ella su debut. Martín ha escuchado toda la conversación y al ver a Sánchez solo, lo acorrala revelándole la verdad, y haciéndole un chantaje, él no revelará lo de su aventura con la Roldán, si consigue que Nicolás cambie de opinión con respecto al teatro y permita su boda con Elena, cuando revele su verdadera profesión. Sánchez acepta el trato.
Martín, ve llegar a Casmira, Bataglia y Elena. Ella le revela que es la De Lirio, suscitando la sorpresa en él, el maestro Bataglia, le comenta el por qué de su llegada y le muestra la polonesa compuesta para la escena de la lección de música, sucitando una oleada de entusiasmo. Martín queda a solas con Bataglia, revelando que Nicolás está aquí en calidad de supuesto marido de La Roldán y propone evitar su encuentro.
Por otra parte, Sánchez le revela a Nicolás el encuentro con Martín, y le comenta el chantaje propuesto; aceptando Nicolás las condiciones y marchándose a preparar a la gente para la grita de esa noche.
Cuadro tercero
En el pasillo de camerinos del teatro, se preparan, en sus respectivos camerinos Elena y Bataglia para el debut de esa noche. En el de la Roldán se celebra un pequeño convite donde participan Nicolás y Sánchez. Elena se prepara para salir a escena, Bataglia asegura a Martín que ha prevenido al empresario de la posible grita; marcha al camerino de Elena y la anima.
La Roldán, se prepara para ver desde la sala el debut de la tiple; llaman a su puerta López y Pérez, dos periodistas, para celebrar su éxito en la Cavalleria y pedirle algunas informaciones para su periódico. Nicolás aprovecha para ir al cuarto de Martín y pedirle que no revel nada sobre su estancia en Burgos, lo recibe Bataglia y queda petrificado al verlo, comentando sobre el escándalo preparado para la nueva tiple, Bataglia se ve en un apuro al no poder decirle que esa tiple es Elena.
Sánchez llega corriendo con informes sobre el debut, parece ser que la Roldán y la madre de la tiple se han enzarzado en una discusión, revelándole la identidad de la madre, no es otra que Casimira; al momento relaciona a la De Lirio con su hija, armándose un gran escándalo. Bataglia va a calmarlas, pidiéndole a Nicolás que recapacite sobre su negativa, si no, él destapará su relación con la Roldán.
Nicolás, para evitar a Casimira, se disfraza de cura y la esquiva,entrando en el cuarto de la Roldán. Casimira, se dirige alcuarto para pedirle explicaciones, descubriendo a Nicolás, el cual desenmascarando toda la trama, provocando la ira de Casimira, dispuesta a pegarle a Nicolás y Sánchez. Elena al verlo, queda asombrada, pero Nicolás le concede el permiso para cantar y ser feliz con Martín. La obra concluye con la felicidad de todos.

## Números musicales
- Acto único

- - Introducción y terceto de Elena, Doña Casimira y Bataglia: "Vamos Elena sal por favor"

- - Dúo de Elena y Martín: "¿Barítono tú?"

- - Terceto de La Roldán, Don Nicolás y Benito: "Aún estoy nerviosa"

- - Escena y Polonesa: "Me llaman la primorosa"

- - Concertante: "Tira de la falda"

- - Final: "Celebremos con alegría"

## Personajes principales
- Elena (la niña), aspirante a cantante (soprano)

- Doña Casimira, madre de Elena y animadora (soprano)

- La Roldán, cantante rival de Elena (soprano)

- Don Nicolás, padre de  Elena y firme opositor al teatro (actor)

- Bataglia, maestro de canto de elena y animador (bajo)

- Martín, cantante y novio de Elena (barítono)

- Sánchez, amigo de Nicolás (actor)

- López, periodista (actor)

- Pérez, periodista (actor)